# Jaden Conwright

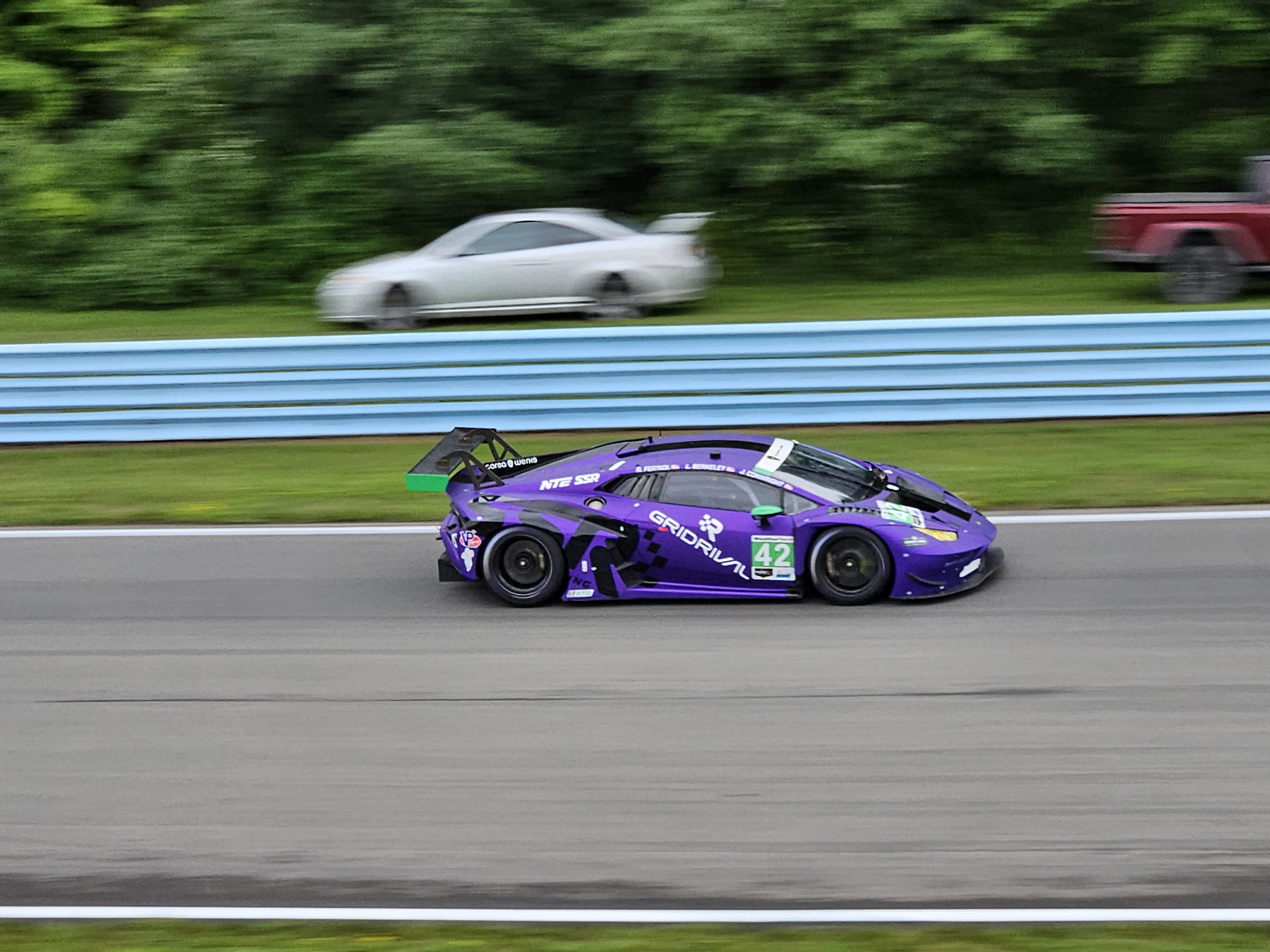
Der von Jaden Conwright beim 6-Stunden-Rennen von Watkins Glen 2023 gefahrene Lamborghini Huracán GT3 Evo 2

Jaden Conwright (* 29. Mai 1999) ist ein US-amerikanischer Rennfahrer.

## Karriere
Conwrights Rennkarriere begann 2009 in Sonoma (CA). 2010 gewann er seine erste regionale Kart-Meisterschaft. 2014 erhielt er den World Speed Motorsports Rising Star Award und das VMB Driver Development Scholarship. Parallel gewann er seine erste Einsitzer-Meisterschaft – die Formula Car Challenge West Region. Der nächste Schritt war die Formula Mazda, wo er Meisterschaftsdritter wurde.
2016 zog Jaden nach Italien, um für Vincenzo Sospiri Racing die italienischen F4-Meisterschaft zu bestreiten. Seine beste Platzierung war ein 10. Gesamtrang beim drittletzten Rennen in Monza.
2017 schloss er sich Carlin Racing und seinem F3-Fahrerentwicklungsprogramm an. 2018 belegte er mit Absolute Racing in der FIA-F3-Asienmeisterschaft den 3. Gesamtrang und sammelte 10 Superlizenzpunkte.
2019 kehrt Jaden für sein Sportwagen-Debüt mit Dinamic Motorsport nach Italien zurück und nahm an der Meisterschaft des Porsche Carrera Cup Italia (PCCI) teil. Aktuell (Stand 2022) fährt er in der Nürburgring Langstreckenmeisterschaft und der IMSA WeatherTech SportsCar Championship in der GTD Klasse.

## Statistik

### Sebring-Ergebnisse
| Jahr | Team          | Fahrzeug                    | Teamkollege   | Teamkollege | Platzierung | Ausfallgrund |
| ---- | ------------- | --------------------------- | ------------- | ----------- | ----------- | ------------ |
| 2022 | NTE Sport SSR | Lamborghini Huracán GT3 Evo | Mateo Llarena | Don Yount   | Ausfall     | Unfall       |